# Svenska Cellulosa Aktiebolaget
Die Svenska Cellulosa AB (Schwedische Zellulose-Aktiengesellschaft, kurz SCA) ist ein schwedischer Forstbetreiber und Holzverarbeiter. SCA ist der größte private Waldbesitzer in Europa, der insgesamt rund 2,6 Mio. Hektar Wald bewirtschaftet. Die Fläche  entspricht fast der Größe Belgiens. SCA ist eine Aktiengesellschaft ursprünglich mit Sitz in Stockholm, seit der Abspaltung von Essity in Sundsvall.

## Geschichte

Logo bis 2013

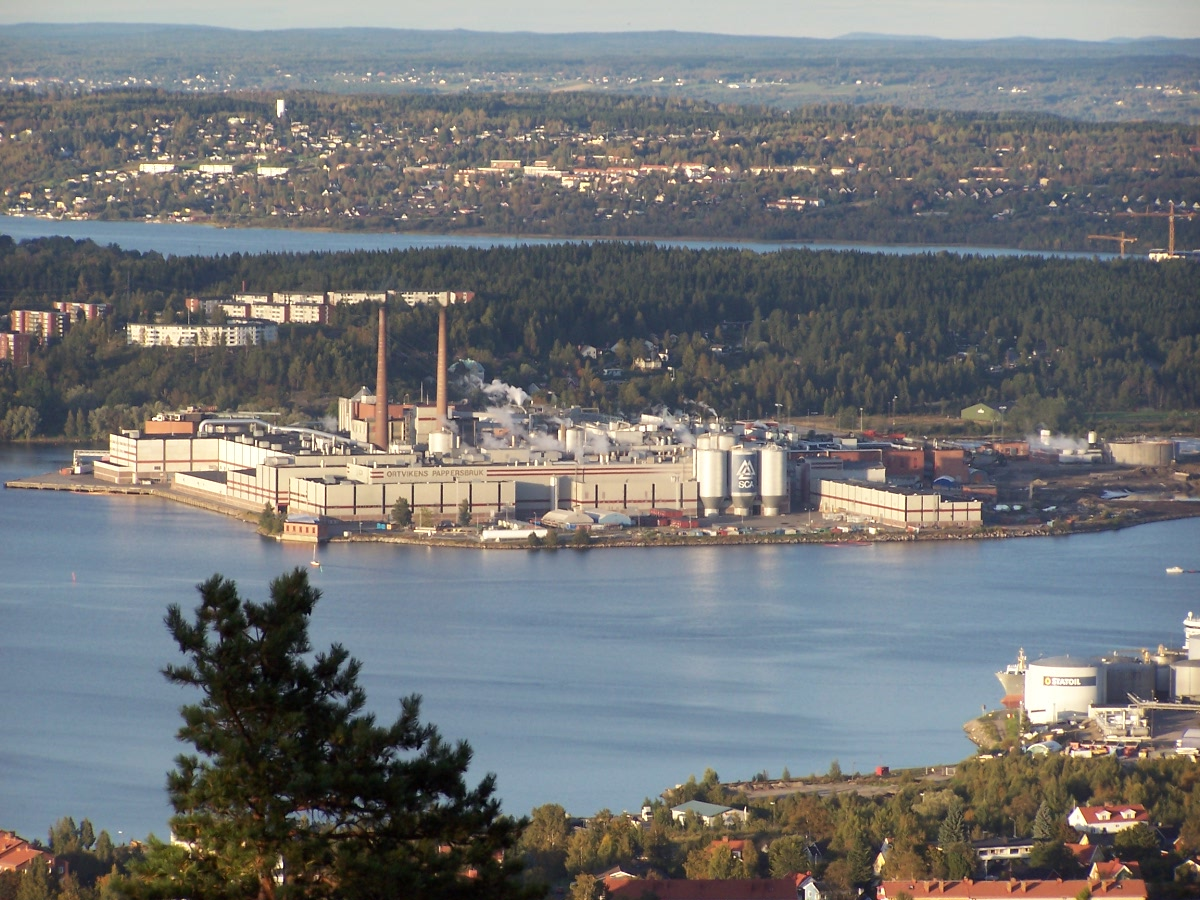
SCA-Werk in Sundsvall, Schweden

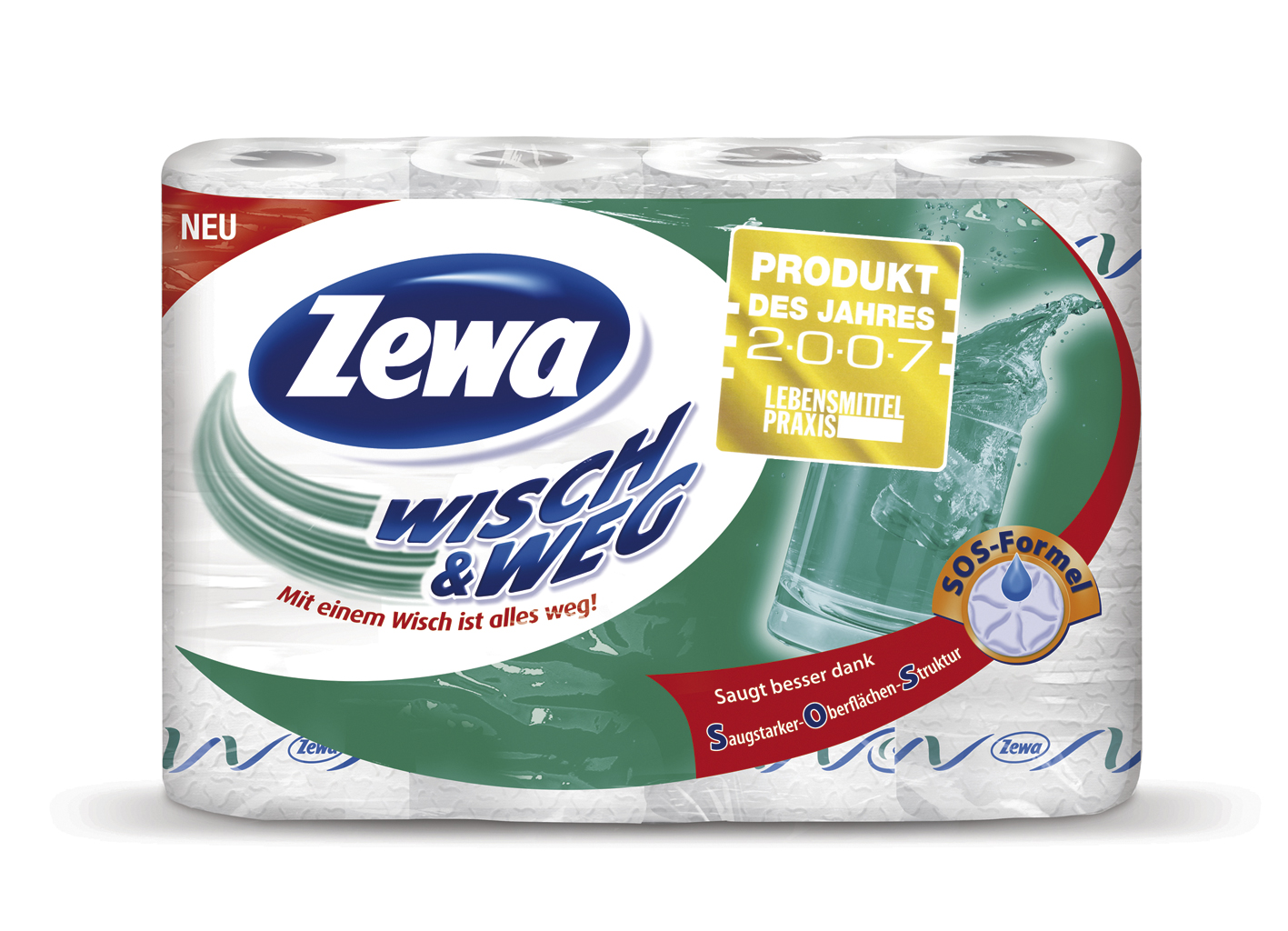
Zewa-Küchenrolle, 4-er Pack (2007)

SCA wurde im Jahr 1929 von Ivar Kreuger als Beteiligungsgesellschaft für zehn schwedische Unternehmen der Holzindustrie gegründet. Im Jahr 1975 kaufte SCA das Unternehmen Mölnlycke AB, einen führenden europäischen Anbieter von Hygieneprodukten, auf und im Jahr 1990 das auf Transportverpackungen spezialisierte Unternehmen Reedpack. Im März 2007 erwarb SCA die traditionsreiche Marke Tempo von Procter & Gamble.
SCA musste bei der Übernahme von Tempo ihre eigene Taschentuchmarke „Softis“ entsprechend den Vorschriften der europäischen Kommission veräußern. Zusammen mit den dazugehörigen Warenzeichen und Verarbeitungsmaschinen kaufte das italienische Tissue-Unternehmen Sofidel (deren Papiertaschentücher unter dem Namen „Regina“ vertrieben werden) die Taschentuchmarke „Softis“. Der Verkauf
schloss auch die Nutzungsrechte an der Dachmarke „Zewa“ für einen Zeitraum von drei Jahren ein. SCA behält allerdings eine Lizenz für den Vertrieb von „Softis“ in den Ländern außerhalb von Deutschland und Österreich.
In der Finanzkrise ab 2007 kündigte die SCA im April 2009 nach rückläufiger Profitabilität in den Bereichen Wellpappe und Hygienepapiere die Schließung von elf europäischen Werken und den Abbau von rund 2200 Arbeitsplätzen an. Bei den angekündigten Werksschließungen standen aufgrund der großen wirtschaftlichen Probleme vor allem osteuropäische Werke im Zentrum der Aufmerksamkeit.
In Deutschland agierte SCA mit dem Tochterunternehmen SCA Hygiene Products, ab 2013 SCA GmbH, an dem sie 96 % der Anteile hält. Auf dem deutschsprachigen Privatkundenmarkt war SCA unter anderem mit den Marken Zewa (Marken- und früherer Unternehmensname der aufgekauften Papierwerke Waldhof-Aschaffenburg AG in Raubling), die aus einer Fusion der Zellstofffabrik Waldhof AG und der Aschaffenburger Zellstoffwerke AG hervorgegangen war, Danke, Cosy und Tena vertreten, in Österreich zusätzlich mit der Taschentuchmarke Feh. Im gewerblichen Bereich ist die Marke Tork international eingeführt.
Im April 2017 wurde beschlossen, die Geschäftsbereiche Hygiene- und Forstprodukte zu trennen. Der Anbieter von Hygieneprodukten firmiert seitdem unter dem Namen Essity. Essity ging am 15. Juni 2017 an die Börse. In Deutschland tritt das Unternehmen als Essity Germany auf.
Bevor der Geschäftsbereich als Essity Mitte 2017 abgespalten wurde, war SCA einer der größten Hersteller von Zellulose- und Papierprodukten, der im Bereich von Tissue-Papieren und Verpackungen aktiv war. Vor der Abspaltung von Essity hatte das Unternehmen ungefähr 44.000 Beschäftigte (Stand 2015).

### Abfolge der Direktoren
- Torsten Hèrnod, 1929–1947
- Gustaf Göranson, 1947–1950
- Axel Enström, 1950–1960
- Eije Mossberg, 1960–1972
- Bo Rydin, 1972–1988
- Sverker Martin-Löf, 1988–2002
- Jan Åström, 2002–2007
- Jan Johansson (Manager), 2007–2015
- Magnus Groth, 2015–2017
- Ulf Larsson, 2017–

## Aktionärsstruktur
Stand: 31. Dezember 2017
| Aktionär                          | Stimmrechte in % | Kapitalanteile in % |
| --------------------------------- | ---------------- | ------------------- |
| Industrivärden                    | 29,7             | 9,5                 |
| Norges Bank Investment Management | 9,6              | 7,2                 |
| Svenska Handelsbanken             | 3,4              | 1,4                 |
| Swedbank Robur Fonds              | 2,6              | 4,8                 |
| AMF Insurance and Funds           | 2,0              | 3,1                 |
| BlackRock                         | 1,6              | 2,9                 |
| Fidelity Investments              | 1,5              | 2,7                 |
| SEB Fonds                         | 1,4              | 2,6                 |
| Restlicher Streubesitz            | 48,2             | 65,8                |

## Sonstiges
Am 21. Dezember 2003 wurde SCA in den Natur-Aktien-Index (NAI) aufgenommen.
Das Unternehmen ist mit 2,6 Millionen Hektar der größte private Waldeigentümer in Europa.